# Општина Лиса (Брашов)
Лиса (рум. Lisa) општина је у Румунији у округу Брашов.
Oпштина се налази на надморској висини од 557 m.